# OGT
OGT (англ., O-linked N-acetylGlucosamine Transferase) — ген, кодирующий гликозилтрансферазу OGT (EC 2.4.1.255). Фермент  OGT гликозилирует белки, катализируя образование O-гликозидной связи между N-ацетилглюкозамином (GlcNAc) и остатками серина или треонина. В качестве источника GlcNAc-группы фермент OGT использует УДФ-N-ацетилглюкозамин. Среди мишеней фермента OGT — множество различных белков, включая метилтрансферазу MLL5, гистон H2B, тау-белок, корегулятор транскрипции HCFC1, киназы AKT1 и PFKL. Для гена OGT обнаружены альтернативно сплайсированные варианты транскриптов, кодирующие различные изоформы фермента. Одна из изоформ белка OGT (∼90 кДа) локализуется в митохондрии, а две других (78 и 110 кДа) — в цитоплазме и ядре клетки. У человека ген OGT находится на длинном плече X-хромосомы (Xq13); описано несколько точечных мутаций в гене OGT, которые связывают со слабоумием и задержкой развития. Аминокислотная последовательность белка, кодируемого геном OGT, является высококонсервативной в филогенетическом ряду от червей до человека. Нокаут гена OGT у млекопитающих является эмбриолетальным.

## ОсобенностиO-ацетилглюкозаминирования

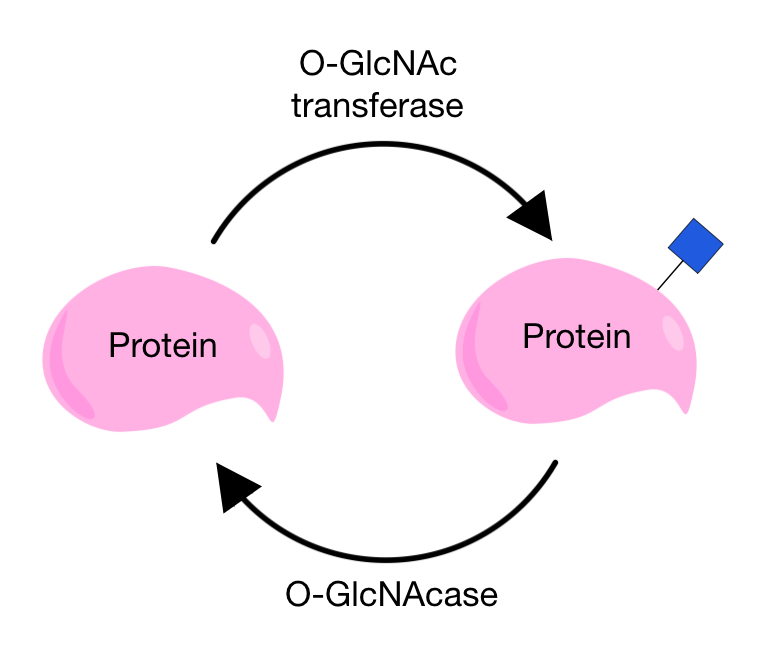
O-ацетилглюкозаминирование является динамической модификацией: в клетке существует баланс между O-ацетилглюкозаминированием белка-мишени с помощью гликозилтрансферазы OGT и удалением N-ацетилглюкозамина при помощи фермента OGA

Мишенью для O-ацетилглюкозаминирования служат белки, которые остаются в цитоплазме или в клеточном ядре. Это отличает данную модификацию от гликозилирования с N-ацетилгалактозамином (O-GalNAc), мишенью которой служат секретируемые белки. O-ацетилглюкозаминирование является динамической модификацией: в клетке существует баланс между O-ацетилглюкозаминированием белка-мишени с помощью гликозилтрансферазы OGT и удалением N-ацетилглюкозамина при помощи ядерно-цитоплазматической β-N-ацетилглюкозаминидазы OGA (O-GlcNAcase; OGA; EC 3.2.1.169). По динамическому характеру O-ацетилглюкозаминирование похоже на фосфорилирование белков, которое также является обратимой модификацией. Однако  в O-ацетилглюкозаминировании белков непосредственно участвуют только два специализированных фермента, в то время как в фосфорилировании участвуют сотни киназ и дефосфорилаз.O-ацетилглюкозаминирование и фосфорилирование может проходить по одним и тем же сериновым или треониновым аминокислотным остаткам, что заставляет предположить, что эти модификации могут конкурировать друг с другом в клетке.  O-ацетилглюкозаминирование влияет на клеточный цикл, стабильность белков, участвует в ответе на стресс. Данная модификация может играть роль в таких нейродегенеративных заболеваниях, как болезнь Паркинсона и болезнь Альцгеймера. Обнаружено, что эта модификация играет роль в диабете. Также O-GlcNAc-гликозилирование может способствовать эффекту Варбурга, наблюдаемому в раковых клетках.